# Rosa orientalis
Rosa orientalis är en rosväxtart som beskrevs av J.B. Dupont och Nicolas Charles Seringe. Rosa orientalis ingår i släktet rosor, och familjen rosväxter.

## Underarter
Arten delas in i följande underarter:
- R. o. oliveriana
- R. o. balbisiana